# ARM Huracán (A-301)
La patrullera lanzamisiles ARM Huracán es un buque de la Armada de México, que fue asignado a la fuerza naval del Golfo y del Caribe.

## Bajo bandera israelí
La Armada de Israel construyó la primera unidad de la Clase Aliya en 1980. La INS Aliya fue botada en agosto de 1980 en el Astillero de Israel en Haifa.
En 1988, Israel inicia un programa para modernizar las Sa'ar 4 a la versión Saar 4.5 actualizando los sistemas de armas y de navegación.

## Armada de México
En enero de 2004, México anunció la compra de dos buques de clase Aliya (INS Aliya e INS Geula). Ambos buques se entregaron a México en agosto de 2004, siendo nombrados ARM Huracán (A-301) y ARM Tormenta (A-302).
Al navío se le retiraron los misiles Harpoon antes de su venta, pero conservó los Gabriel.
Como parte de sus misiones está la de hacer más eficiente la defensa marítima del territorio mexicano y el ejercicio de las funciones de Estado en la mar, cubriendo la necesidad de vigilar la zona de plataformas de la Sonda de Campeche.
Actualmente se encuentra en trámite de baja del Servicio Activo de la Armada de México.